# Евровизия 2021
Евровизия 2021 (на английски: Eurovision Song Contest 2021; на френски: Concours Eurovision de la chanson 2021; на нидерландски: Eurovisie Songfestival 2021) е 65-ото юбилейно ежегодно издание на едноименния песенен конкурс.
След отмяната на песенния конкурс през 2020 г. на 18 март 2020 г., поради световната пандемия от COVID-19, страна-домакин отново e Нидерландия, а град-домакин – Ротердам.

## История
Песенният конкурс се провежда през май 2021 г. в Ротердам, Нидерландия, след като Дънкан Лорънс спечели с песента „Arcade“ с 498 точки за Нидерландия през 2019 г. в Тел Авив, Израел. Това е пета победа за Нидерландия на песенния конкурс (след 1957 г., 1959 г., 1969 г. и 1975 г.). Нидерландия трябваше да бъде страна-домакин на песенния конкурс през 2020 г., преди той да бъде отменен поради световната пандемия от COVID-19 на 18 март 2020 г. Нидерландските телевизионни канали AVROTROS, Nederlandse Omroep Stichting (NOS) и Nederlandse Publieke Omroep (NPO) са натоварени с домакинството на песенния конкурс, като всеки един от каналите има отделна роля в организирането на песенния конкурс. Нидерландия е домакин на песенния конкурс за пети път (след 1958 г., 1970 г., 1976 г. и 1980 г.). Песенният конкурс се състои от два полуфинала на 18 май и 20 май и финал на 22 май 2021 г. Трите шоута се провеждат в „Ротердам Ахой“ в Ротердам, който е с приблизително 16 500 места. Залата преди е била домакин на Детската Евровизия през 2007 г. Европейският съюз за радио и телевизия (ЕСРТ) обсъжда преносите между състезанията през 2020 г. и 2021 г. и много участващи държави избират същите изпълнители, които трябваше да участват през 2020 г. Водещи на събитието са Шантал Янзен, Едсилия Ромбли и Ян Смит.
Европейският съюз за радио и телевизия (ЕСРТ) обявява на 26 октомври 2020 г., че в песенния конкурс ще участват 41 държави, включващи същия състав от държави, които трябваше да участват в отмененото издание на песенния конкурс през 2020 г. България и Украйна ще се завърнат в песенния конкурс след оттеглянето им от състезанието през 2019 г., докато Унгария и Черна гора се оттеглят след последните им участия през 2019 г. На 5 март 2021 г. Европейският съюз за радио и телевизия (ЕСРТ) обявява, че Армения се оттегля от песенния конкурс (заради социална и политическа криза след войната в Нагорни Карабах през 2020 г.), поради което се намалява общият брой на участващите държави до 40. На 26 март 2021 г. Европейският съюз за радио и телевизия (ЕСРТ) публикува изявление, в което се упоменава, че Беларус е дисквалифицирана и няма да участва в тазгодишното издание на песенния конкурс през май 2021 г., след като 2 песни на беларуската група „Галаси ЗМеста“ бяха отхвърлени заради индиректна политическа агитация, което е в нарушение с правилата на песенния конкурс, поради което отново се намалява общият брой на участващите държави до 39.
За първи път от дебюта си през 2015 г. Австралия не успява да се класира за финала, оставяйки Украйна като единствената държава, която винаги е успявала да се класира на финала, след участие на полуфиналите, след тяхното въвеждане през 2004 г.1 България е на 3-то място с 250 точки на втория полуфинал, а на финала е на 11-о място със 170 точки.
За първи път от въвеждането на настоящата система за гласуване през 2016 г., четири държави получават 0 точки от зрителите: страната-домакин Нидерландия, Испания, Германия и Великобритания. Великобритания също така става първата държава, която получава 0 точки както от журитата, така и от зрителите. Това е вторият път, в който Великобритания получава 0 точки (след 2003 г.).
Победители стават италианската група „Манескин“ с песента „Zitti e buoni“ с 524 точки. Това е трета победа за Италия (след 1964 г. и 1990 г.) и само вторият път, в който победител е страна от Голямата петорка (след Германия през 2010 г.). На второ място е Франция с 499 точки, на трето място е Швейцария с 432 точки, а на четвърто място е Исландия с 378 точки. Страната-домакин Нидерландия е на 23-то място с 11 точки.

## Място
По стара дългогодишна традиция на Евровизия, Нидерландия получава правото да бъде домакин на песенния конкурс през 2020 г., след като страната спечели състезанието през май 2019 г. Нидерландските телевизионни канали NPO, NOS и AVROTROS стартират процеса за избиране на град-домакин през същия месец, на 29 май, в който пет града – Арнем, Хертогенбос, Маастрихт, Ротердам и Утрехт – подават своите заявления за участие в процеса за избиране на град-домакин по време на церемониално събитие, проведено в Хилверсюм на 10 юли 2019 г. На 16 юли 2019 г. Маастрихт и Ротердам са включени във финалната права за избиране на град-домакин, и след като NPO прави посещение на двата града, на 30 август 2019 г. Ротердам бе официално обявен за град-домакин на Евровизия 2020 през май.
След отмяната на песенния конкурс през май 2020 г., Европейският съюз за радио и телевизия (ЕСРТ) започва преговори с трите нидерландски телевизионни оператори NPO, NOS и AVROTROS, както и с управата на Ротердам, относно възможността за организиране на песенния конкурс през май 2021 г. в града. На 23 април 2020 г. общинският съвет на Ротердам одобрява увеличение на градския бюджет, след като нидерландски медии съобщават, че градът ще изиска допълнителни 6,7 милиона евро за да бъде град-домакин на състезанието. Решението бе неизбежно, тъй като се изисква Европейският съюз за радио и телевизия (ЕСРТ) да бъде информиран до края на април, ако Ротердам желае да бъде отново град-домакин на състезанието. Ако Ротердам бе отказал да бъде град-домакин на събитието, нидерландските телевизионни канали NPO, NOS и AVROTROS трябваше да намерят алтернатива за град-домакин до средата на май 2020 г.
По време на излъчването на специалната заместваща програма на отменения песенен конкурс през 2020 г., която се излъчи на 16 май 2020 г., Ротердам бе потвърден отново като град-домакин на състезанието през май 2021 г.

## Подготовка
На 7 май 2020 г. нидерландските власти забраняват всички масови събирания в страната, докато не се произведе ваксина срещу COVID-19. Нидерландските телевизионни канали, които са натоварени с домакинството на песенния конкурс през май 2021 г. обявяват, че оценяват решението и как то ще повлияе на събитието.
На 18 септември 2020 г. Европейският съюз за радио и телевизия (ЕСРТ) публикува резюме на сценариите за непредвидени ситуации за състезанието:
- Сценарий A: Състезанието да се проведе по нормален начин.
- Сценарий B: Състезанието да се проведе по нормален начин, но с мерки за социална дистанция.
- Сценарий C: Подобно на сценарий B, но позволява на изпълнители да изпълняват песните си от собствените им държави, ако те не могат да пътуват до Ротердам.
- Сценарий D: Състезанието се провежда в напълно отдалечен (онлайн) формат, представен от Ротердам, като всички изпълнители пеят песните си от собствените им държави и без публични тържества или публика в Ротердам. Този сценарий бе използван по време на Детска Евровизия 2020 през ноември 2020 г.

На 3 февруари 2021 г. Европейският съюз за радио и телевизия (ЕСРТ) и нидерландските телевизионни канали, които са натоварени с домакинството и организирането на песенния конкурс, официално потвърждават, че сценарий А е напълно изключен, оставяйки останалите три сценария все още валидни за финалното решение. Сценарий C също бе модифициран, като всички изпълнители ще участват в напълно отдалечен (онлайн) формат, както при сценарий D. На 2 март 2021 г. Европейският съюз за радио и телевизия (ЕСРТ) потвърждава, че сценарий B ще бъде използван през май 2021 г. в Ротердам, като бе публикуван протокол за здравословни и безопасни условия за провеждане на състезанието, като същевременно се изтъква, че опциите за намаляване на мащаба на събитието остават като опции, ако обстоятелствата се променят. На 30 април 2021 г. Европейският съюз за радио и телевизия (ЕСРТ) официално потвърждава, че сценарий B ще бъде използван за състезанието през май 2021 г.
| Аспект на състезанието  | Сценарий A (Нормално) | Сценарий B (Социална дистанция) | Сценарий C (Ограничено пътуване) | Сценарий D (Блокада) |
| ----------------------- | --------------------- | ------------------------------- | -------------------------------- | -------------------- |
| Шоута в „Ротердам Ахой“ | Да                    | Да                              | Да                               | Да                   |
| Участници в Ротердам    | Да                    | Всички/Повечето                 | Не                               | Не                   |
| Публика в залата        | 100%                  | 0% – 80%                        | 0% – 80%                         | Не                   |
| Събития в Ротердам      | Да                    | Адаптирани                      | Редуцирани                       | Не                   |
| Пресцентър              | 1500 на място         | 500 на място 1000 виртуално     | 1500 виртуално                   | 1500 виртуално       |

На 1 април 2021 г. е обявено, че на всяко от деветте шоута, включително трите предавания на живо и шестте репетиции, ще бъде разрешена публика от 3500 души. Всички присъстващи в арената трябва да имат отрицателен тест за COVID-19. Нидерландското правителство дава своето одобрение на 29 април 2021 г. за този сценарии, който обхваща лимитираната публика в залата.

## Формат

### Визуален дизайн
На 18 септември 2020 г., заедно с възможните сценарии за провеждане на състезанието, Европейският съюз за радио и телевизия (ЕСРТ) потвърждава, че планираните визуален дизайн и слоган през 2020 г., „Open Up“ (Открий се) ще бъдат отново използвани и за състезанието през май 2021 г. Подобреното официално лого на песенния конкурс през май 2021 г. бе представено на 4 декември 2020 г. Преработената визуална идентичност е изградена около модели и „следи“, които символизират Нидерландия и тяхното „откриване“.

### Визитни картички
Концепцията за визитните картички на изпълнителите за песенния конкурс през май 2021 г. бе разкрита на 1 декември 2020 г. Въз основа на слогана „Open Up“ (Открий се) на състезанието, но в отклонение от първоначалната концепция, създадена за визитните картички за състезанието през 2020 г. поради опасения за ограничаване на пътуването, визитните картички вече ще включват изпълнителите, които се представят чрез кадри, заснети в страната им на произход, в рамките на така наречената „малка къща“, създадена на различни места из цяла Нидерландия. Правенето на визитните картички ще се извършва между март и април 2021 г.

### Сцена
По време на обявяването на датите на песенния конкурс през май 2021 г. се обявява, че планираният дизайн на сцената през май 2020 г. също ще бъде използван през май 2021 г. Дизайнът е вдъхновен от слогана „Open Up“ (Открий се) и типичния нидерландски плосък пейзаж. Сцената е проектирана от германския сценограф Флориан Видер, който също е проектирал сцените за състезанията през 2011 г., 2012 г., 2015 г., 2017 г., 2018 г. и 2019 г. Неговите характеристики включват въртящ се първичен LED екран, който е широк 52 метра и висок 12 метра, и прибиращ се полупрозрачен LED екран, който може да се използва като фон за вторичния етап. Сценичният дизайн ще бъде допълнен от ефекти на обогатена реалност. За разлика от състезанието през 2019 г., зелената стая ще бъде поставена на основното място за изпълнения и ще обхваща цялото пространство, което преди бе запазвано за правостоящата публика, така че да се улесни спазването на социална дистанция.

### Беквокали
На 18 юни 2020 г. Европейският съюз за радио и телевизия (ЕСРТ) обявява, че предварително записани беквокали ще бъдат разрешени за една година. Използването на записани беквокали ще бъде изцяло по избор. Всяка делегация може да избере да използва беквокалисти, независимо дали са на сцената или извън нея. Ще бъде разрешена и комбинация от беквокали на живо и записани. Всички водещи вокали, които изпълняват мелодията на песента, включително евентуално използване на така наречения оловен дубъл, все още ще бъдат на живо на или извън сцената в арената.

### Полуфинално разпределение
На 17 ноември 2020 г. Европейският съюз за радио и телевизия (ЕСРТ) потвърждава, че теглене на разпределението на страните на двата полуфинала през май 2021 г. няма да се проведе. Вместо това полуфиналите ще включват същия състав от държави, както бе определено от тегленето на полуфиналите на състезанието през 2020 г., което се проведе на 28 януари 2020 г. Жребият също определи на кой полуфинал ще трябва да гласува и представи песента си всеки един от шестте автоматични финалиста – Голямата петорка (Великобритания, Германия, Испания, Италия и Франция) и страната-домакин Нидерландия. Европейският съюз за радио и телевизия (ЕСРТ) също така решава и да запази позицията за изпълнение на страната-домакин Нидерландия на финала – 23.
Кутиите, използвани първоначално за състезанието през май 2020 г., са представени както следва:
| Кутия 1                                                                            | Кутия 2                                                                  | Кутия 3                                                                  | Кутия 4                                                                 | Кутия 5                                                       |
| ---------------------------------------------------------------------------------- | ------------------------------------------------------------------------ | ------------------------------------------------------------------------ | ----------------------------------------------------------------------- | ------------------------------------------------------------- |
| - Австрия - Албания - Северна Македония - Словения - Сърбия - Хърватия - Швейцария | - Австралия - Дания - Естония - Исландия - Норвегия - Финландия - Швеция | - Азербайджан - Армения2 - Беларус3 - Грузия - Молдова - Русия - Украйна | - България - Гърция - Кипър - Малта - Португалия - Румъния - Сан Марино | - Белгия - Израел - Ирландия - Латвия - Литва - Полша - Чехия |

### Резервни изпълнения
На 18 ноември 2020 г. Европейският съюз за радио и телевизия (ЕСРТ) разкрива, че като мярка, гарантираща, че всички участници могат да участват в песенния конкурс през май 2021 г., всяка участваща национална телевизия трябва да създаде запис на живо-на-лента (live-on-tape) преди състезанието, който може да се използва, ако изпълнител не може да пътува до Ротердам или да бъде подложена на карантина при пристигане. Записите ще се извършват в студийна обстановка, в реално време (както би било на състезанието), без никакви редакции на вокалите или която и да е част от самото изпълнение след записа. Също така е разкрит и набор от производствени насоки, за да се гарантира справедливост и целостта на записите.

### Песни
След отмяната на песенния конкурс през 2020 г., Европейският съюз за радио и телевизия (ЕСРТ) обсъжда допускането на песните от предишното издание заедно с техните изпълнители. На 20 март 2020 г. е решено, че по желание на страните могат да оставят старите изпълнители или да изберат нови чрез вътрешни селекции или национални финали, но всяка участваща държава трябва да създаде и представи нови песни, които да участват в изданието на песенния конкурс през май 2021 г.

## Нов изпълнителен директор
През януари 2020 г., Европейският съюз за радио и телевизия (ЕСРТ) обявява, че Мартин Остердахл ще стане новия изпълнителен директор на песенния конкурс след изданието през май 2020 г., замествайки досегашния такъв – Йон Ола Санд.

## Завръщащи се изпълнители
След отмяната на песенния конкурс през май 2020 г. участващите национални телевизии от следните 24 държави обявиха, че за песенния конкурс през май 2021 г. ще изберат същите изпълнители, първоначално избрани за май 2020 г.: Австралия, Австрия, Азербайджан, Белгия, България, Великобритания, Грузия, Гърция, Израел, Ирландия, Исландия, Испания, Латвия, Малта, Молдова, Нидерландия, Румъния, Сан Марино, Северна Македония, Словения, Сърбия, Украйна, Швейцария и Чехия. Освен това изпълнителите, първоначално избрани за Естония и Литва за май 2020 г., печелят националните си финали, за да представят своите страни отново през май 2021 г.
С изключение на 2020 г., досега в песенния конкурс ще участват трима изпълнители, които преди това са се изявявали като представители за същата държава, и петима изпълнители, участвали в други събития свързани с песенния конкурс или като беквокалисти за същата или за друга държава.
| Страна            | Изпълнител/и                         | Предишна/и година/и                                                   |
| ----------------- | ------------------------------------ | --------------------------------------------------------------------- |
| Молдова           | Наталия Гордиенко                    | 2006 (заедно с Арсениум)                                              |
| Сан Марино        | Сенхит Задик                         | 2011                                                                  |
| Сърбия            | Саня Вучич (част от „Хърикейн“)      | 2016                                                                  |
| Сърбия            | Ксения Кнезевич (част от „Хърикейн“) | 2015 (като беквокалист на Кнез, който представя Черна гора)           |
| Малта             | Дестини Чукуниере                    | Детска Евровизия 2015 (победител)                                     |
| Малта             | Дестини Чукуниере                    | 2019 (като беквокалист на Микела Пейс)                                |
| Гърция            | Стефания Либеракакис                 | Детска Евровизия 2016 (част от „Кисес“, които представят Нидерландия) |
| Австрия           | Винсент Буено                        | 2017 (като беквокалист на Нейтън Трент)                               |
| Северна Македония | Васил Гарванлиев                     | 2019 (като беквокалист на Тамара Тодевска)                            |

## Полуфинали

### Първи полуфинал – 18 май
Първият полуфинал се провежда на 18 май 2021 г. 16 страни участват на първия полуфинал. Германия, Италия и Нидерландия също се включват в гласуването. Разпределението се запазва от миналата година. Първоначално Беларус бе разпределена да участва в първата половина на първия полуфинал, но бе дисквалифицирана от участие в състезанието на 26 март 2021 г. след като представената песен бе в нарушение на правилата на песенния конкурс. Страните на цветен фон се класират на финала на състезанието.
| №  | Страна            | Език                 | Изпълнител/и      | Песен             | Превод           | Точки | Място |
| -- | ----------------- | -------------------- | ----------------- | ----------------- | ---------------- | ----- | ----- |
| 01 | Литва             | английски            | „Дъ Рууп“         | „Discoteque“      | „Дискотека“      | 203   | 4     |
| 02 | Словения          | английски            | Ана Соклич        | „Amen“            | „Амин“           | 44    | 13    |
| 03 | Русия             | английски, руски     | Манижа            | „Russian Woman“   | „Руска жена“     | 225   | 3     |
| 04 | Швеция            | английски            | Туси              | „Voices“          | „Гласове“        | 142   | 7     |
| 05 | Австралия4        | английски            | Монтейн           | „Technicolour“    | „Техниколор“     | 28    | 14    |
| 06 | Северна Македония | английски            | Васил Гарванлиев  | „Here I Stand“    | „Тук стоя“       | 23    | 15    |
| 07 | Ирландия          | английски            | Лесли Рой         | „Maps“            | „Карти“          | 20    | 16    |
| 08 | Кипър             | английски5           | Елена Цагрину     | „El Diablo“       | „Дяволът“        | 170   | 6     |
| 09 | Норвегия          | английски            | Тикс              | „Fallen Angel“    | „Паднал ангел“   | 115   | 10    |
| 10 | Хърватия          | английски, хърватски | Албина            | „Tick-Tock“       | „Тик-Ток“        | 110   | 11    |
| 11 | Белгия            | английски            | „Хувърфоник“      | „The Wrong Place“ | „Грешното място“ | 117   | 9     |
| 12 | Израел            | английски6           | Еден Алене        | „Set Me Free“     | „Освободи ме“    | 192   | 5     |
| 13 | Румъния           | английски            | Роксен            | „Amnesia“         | „Амнезия“        | 85    | 12    |
| 14 | Азербайджан       | английски7           | Самира Ефенди     | „Mata Hari“       | „Мата Хари“      | 138   | 8     |
| 15 | Украйна           | украински            | „Гоу_Ей“          | „Шум“             | —                | 267   | 2     |
| 16 | Малта             | английски8           | Дестини Чукуниере | „Je me casse“     | „Разбивам“       | 325   | 1     |

#### Разделени резултати на първия полуфинал
| Първи полуфинал | Първи полуфинал   | Първи полуфинал | Първи полуфинал   | Първи полуфинал |
| Място           | Жури              | Жури            | Зрители           | Зрители         |
| Място           | Страна            | Точки           | Страна            | Точки           |
| --------------- | ----------------- | --------------- | ----------------- | --------------- |
| 1               | Малта             | 174             | Украйна           | 164             |
| 2               | Русия             | 117             | Малта             | 151             |
| 3               | Украйна           | 103             | Литва             | 137             |
| 4               | Израел            | 99              | Русия             | 108             |
| 5               | Кипър             | 92              | Израел            | 93              |
| 6               | Швеция            | 91              | Азербайджан       | 91              |
| 7               | Белгия            | 70              | Кипър             | 78              |
| 8               | Литва             | 66              | Норвегия          | 77              |
| 9               | Румъния           | 58              | Хърватия          | 53              |
| 10              | Хърватия          | 57              | Швеция            | 51              |
| 11              | Азербайджан       | 47              | Белгия            | 47              |
| 12              | Норвегия          | 38              | Румъния           | 27              |
| 13              | Словения          | 36              | Северна Македония | 11              |
| 14              | Австралия         | 26              | Словения          | 8               |
| 15              | Ирландия          | 16              | Ирландия          | 4               |
| 16              | Северна Македония | 12              | Австралия         | 2               |

### Втори полуфинал – 20 май
Вторият полуфинал се провежда на 20 май 2021 г. 17 страни участват на втория полуфинал. Великобритания, Испания и Франция също се включват в гласуването. Разпределението се запазва от миналата година. Първоначално Армения бе разпределена да участва във втората половина на втория полуфинал, но се оттегля от състезанието на 5 март 2021 г. поради социални и политически кризи след войната в Нагорни Карабах през 2020 г. Страните на цветен фон се класират на финала на състезанието.
| №  | Страна     | Език        | Изпълнител/и         | Песен                       | Превод                      | Точки | Място |
| -- | ---------- | ----------- | -------------------- | --------------------------- | --------------------------- | ----- | ----- |
| 01 | Сан Марино | английски9  | Сенхит и Фло Райда   | „Adrenalina“                | „Адреналин“                 | 118   | 9     |
| 02 | Естония    | английски   | Уку Сувисте          | „The Lucky One“             | „Късметлията“               | 58    | 13    |
| 03 | Чехия      | английски10 | Бени Кристо          | „Omaga“                     | —                           | 23    | 15    |
| 04 | Гърция     | английски   | Стефания Либеракакис | „Last Dance“                | „Последен танц“             | 184   | 6     |
| 05 | Австрия    | английски   | Винсент Буено        | „Amen“                      | „Амин“                      | 66    | 12    |
| 06 | Полша      | английски   | Рафал Брзозовски     | „The Ride“                  | „Пътуването“                | 35    | 14    |
| 07 | Молдова    | английски   | Наталия Гордиенко    | „Sugar“                     | „Захар“                     | 179   | 7     |
| 08 | Исландия11 | английски   | „Дади & Гагнамагнид“ | „10 Years“                  | „10 години“                 | 288   | 2     |
| 09 | Сърбия     | сръбски12   | „Хърикейн“           | „Loco Loco“                 | „Лудо Лудо“                 | 124   | 8     |
| 10 | Грузия     | английски   | Торнике Кипиани      | „You“                       | „Ти“                        | 16    | 16    |
| 11 | Албания    | албански    | Анджела Перистери    | „Karma“                     | „Карма“                     | 112   | 10    |
| 12 | Португалия | английски   | „Дъ Блак Мамба“      | „Love Is on My Side“        | „Любовта е на моя страна“   | 239   | 4     |
| 13 | България   | английски   | Виктория Георгиева   | „Growing Up Is Getting Old“ | „Порастването е остаряване“ | 250   | 3     |
| 14 | Финландия  | английски   | „Блайнд Чанъл“       | „Dark Side“                 | „Тъмна страна“              | 234   | 5     |
| 15 | Латвия     | английски   | Саманта Тина         | „The Moon Is Rising“        | „Луната се издига“          | 14    | 17    |
| 16 | Швейцария  | френски     | Джон Мухаремай       | „Tout l‘Univers“            | „Цялата вселена“            | 291   | 1     |
| 17 | Дания      | датски      | Фир и Фламе          | „Øve os på hinanden“        | „Практикувайте помежду си“  | 89    | 11    |

#### Разделени резултати на втория полуфинал
| Втори полуфинал | Втори полуфинал | Втори полуфинал | Втори полуфинал | Втори полуфинал |
| Място           | Жури            | Жури            | Зрители         | Зрители         |
| Място           | Страна          | Точки           | Страна          | Точки           |
| --------------- | --------------- | --------------- | --------------- | --------------- |
| 1               | Швейцария       | 156             | Финландия       | 150             |
| 2               | България        | 149             | Исландия        | 148             |
| 3               | Исландия        | 140             | Швейцария       | 135             |
| 4               | Португалия      | 128             | Молдова         | 123             |
| 5               | Гърция          | 104             | Португалия      | 111             |
| 6               | Финландия       | 84              | България        | 101             |
| 7               | Сан Марино      | 76              | Дания           | 80              |
| 8               | Албания         | 74              | Гърция          | 80              |
| 9               | Сърбия          | 56              | Сърбия          | 68              |
| 10              | Молдова         | 56              | Сан Марино      | 42              |
| 11              | Австрия         | 53              | Албания         | 38              |
| 12              | Естония         | 29              | Естония         | 29              |
| 13              | Чехия           | 23              | Полша           | 17              |
| 14              | Полша           | 18              | Грузия          | 15              |
| 15              | Дания           | 9               | Австрия         | 13              |
| 16              | Латвия          | 4               | Латвия          | 10              |
| 17              | Грузия          | 1               | Чехия           | 0               |

## Финал – 22 май
Финалът се провежда на 22 май 2021 г. Финалисти са 10-те победителя от първия и втория полуфинал, Голямата петорка (Великобритания, Германия, Испания, Италия и Франция) и страната-домакин Нидерландия.
| №  | Страна                | Език                    | Изпълнител           | Песен                       | Превод                      | Точки | Място |
| -- | --------------------- | ----------------------- | -------------------- | --------------------------- | --------------------------- | ----- | ----- |
| 01 | Кипър                 | английски5              | Елена Цагрину        | „El Diablo“                 | „Дяволът“                   | 94    | 16    |
| 02 | Албания               | албански                | Анджела Перистери    | „Karma“                     | „Карма“                     | 57    | 21    |
| 03 | Израел                | английски6              | Еден Алене           | „Set Me Free“               | „Освободи ме“               | 93    | 17    |
| 04 | Белгия                | английски               | „Хувърфоник“         | „The Wrong Place“           | „Грешното място“            | 74    | 19    |
| 05 | Русия                 | английски, руски        | Манижа               | „Russian Woman“             | „Руска жена“                | 204   | 9     |
| 06 | Малта                 | английски8              | Дестини Чукуниере    | „Je me casse“               | „Разбивам“                  | 255   | 7     |
| 07 | Португалия            | английски               | „Дъ Блак Мамба“      | „Love Is on My Side“        | „Любовта е на моя страна“   | 153   | 12    |
| 08 | Сърбия                | сръбски12               | „Хърикейн“           | „Loco Loco“                 | „Лудо Лудо“                 | 102   | 15    |
| 09 | Великобритания        | английски               | Джеймс Нюман         | „Embers“                    | „Въглени“                   | 0     | 26    |
| 10 | Гърция                | английски               | Стефания Либеракакис | „Last Dance“                | „Последен танц“             | 170   | 1013  |
| 11 | Швейцария             | френски                 | Джон Мухаремай       | „Tout l‘Univers“            | „Цялата вселена“            | 437   | 3     |
| 12 | Исландия11            | английски               | „Дади & Гагнамагнид“ | „10 Years“                  | „10 години“                 | 370   | 4     |
| 13 | Испания               | испански                | Блас Канто           | „Voy a quedarme“            | „Ще остана“                 | 6     | 24    |
| 14 | Молдова               | английски               | Наталия Гордиенко    | „Sugar“                     | „Захар“                     | 115   | 13    |
| 15 | Германия              | английски14             | Йендрик Сигварт      | „I Don't Feel Hate“         | „Аз не чувствам омраза“     | 3     | 25    |
| 16 | Финландия             | английски               | „Блайнд Чанъл“       | „Dark Side“                 | „Тъмна страна“              | 301   | 6     |
| 17 | България              | английски               | Виктория Георгиева   | „Growing Up Is Getting Old“ | „Порастването е остаряване“ | 170   | 11    |
| 18 | Литва                 | английски               | „Дъ Рууп“            | „Discoteque“                | „Дискотека“                 | 220   | 8     |
| 19 | Украйна               | украински               | „Гоу_Ей“             | „Шум“                       | —                           | 364   | 5     |
| 20 | Франция               | френски                 | Барбара Прави        | „Voilà“                     | „Тук“                       | 499   | 2     |
| 21 | Азербайджан           | английски7              | Самира Ефенди        | „Mata Hari“                 | „Мата Хари“                 | 65    | 20    |
| 22 | Норвегия              | английски               | Тикс                 | „Fallen Angel“              | „Паднал ангел“              | 75    | 18    |
| 23 | Нидерландия (домакин) | английски, сранан-тонго | Джеангу Макрой       | „Birth of a New Age“        | „Раждане на нова ера“       | 11    | 23    |
| 24 | Италия                | италиански              | „Манескин“           | „Zitti e buoni“             | „Мълчи и слушай“            | 524   | 1     |
| 25 | Швеция                | английски               | Туси                 | „Voices“                    | „Гласове“                   | 109   | 14    |
| 26 | Сан Марино            | английски9              | Сенхит и Фло Райда   | „Adrenalina“                | „Адреналин“                 | 50    | 22    |

### Разделени резултати на финала
| Финал | Финал          | Финал | Финал          | Финал   |
| Място | Жури           | Жури  | Зрители        | Зрители |
| Място | Страна         | Точки | Страна         | Точки   |
| ----- | -------------- | ----- | -------------- | ------- |
| 1     | Швейцария      | 267   | Италия         | 318     |
| 2     | Франция        | 248   | Украйна        | 267     |
| 3     | Малта          | 208   | Франция        | 251     |
| 4     | Италия         | 206   | Финландия      | 218     |
| 5     | Исландия       | 198   | Исландия       | 180     |
| 6     | България       | 140   | Швейцария      | 165     |
| 7     | Португалия     | 126   | Литва          | 165     |
| 8     | Русия          | 104   | Русия          | 100     |
| 9     | Украйна        | 97    | Сърбия         | 82      |
| 10    | Гърция         | 91    | Гърция         | 79      |
| 11    | Финландия      | 83    | Швеция         | 63      |
| 12    | Израел         | 73    | Молдова        | 62      |
| 13    | Белгия         | 71    | Норвегия       | 60      |
| 14    | Литва          | 55    | Малта          | 47      |
| 15    | Молдова        | 53    | Кипър          | 44      |
| 16    | Кипър          | 50    | Албания        | 35      |
| 17    | Швеция         | 46    | Азербайджан    | 33      |
| 18    | Сан Марино     | 37    | България       | 30      |
| 19    | Азербайджан    | 32    | Португалия     | 27      |
| 20    | Албания        | 22    | Израел         | 20      |
| 21    | Сърбия         | 20    | Сан Марино     | 13      |
| 22    | Норвегия       | 15    | Белгия         | 3       |
| 23    | Нидерландия    | 11    | Нидерландия    | 0       |
| 24    | Испания        | 6     | Испания        | 0       |
| 25    | Германия       | 3     | Германия       | 0       |
| 26    | Великобритания | 0     | Великобритания | 0       |

## Други страни

### Активни членове на ЕСРТ
- Андора – През ноември 2019 г., Демократи за Андора, управляващата партия на Андора, заявява, че страната в крайна сметка ще се върне в състезанието, като предпоставка също така е оценка на разходите.[237] Сюзана Джорджи, представител на Андора на Евровизия 2009, заяви през май 2020 г., че е осигурила нужното финансиране, което е необходимо на страната да се върне в състезанието.[238] По-късно същата година, на 1 август 2020 г., Сюзана Джорджи дава интервю на фенски подкаст и обявява, че е имала среща с министър-председателя на Андора Хавиер Еспот, в която те устно са се съгласили да направят завръщане в Евровизия през 2022 г. (тъй като не се поддържа идеята Андора да участва при обстоятелствата на световната пандемия от COVID-19).[239]
- Армения – След като възнамеряваше да участва в състезанието през 2020 г., Армения първоначално бе потвърдена за състезанието през май 2021 г., когато списъкът на участващите страни е обявен от Европейския съюз за радио и телевизия (ЕСРТ) на 26 октомври 2020 г., и трябваше да участва във втората половина на втория полуфинал.[11][78] Обаче, на 5 март 2021 г. арменската национална телевизия AMPTV потвърди, че впоследствие няма да участват в песенния конкурс през май 2021 г. поради социални и политически кризи след войната в Нагорни Карабах през 2020 г.[12][13]
- Беларус – След като възнамеряваше да се състезава в състезанието през 2020 г., Беларус първоначално бе потвърдена за състезанието през май 2021 г., когато списъкът на участващите страни е обявен от Европейския съюз за радио и телевизия (ЕСРТ) на 26 октомври 2020 г., и трябваше да участва в първата половина на първия полуфинал.[11][78] Обаче, на 26 март 2021 г. Беларус бе дисквалифицирана от Европейския съюз за радио и телевизия (ЕСРТ), след като песента „Я научу тебя“ „(Аз ще те науча)“ на групата „Галаси ЗМеста“ бе отхвърлена поради нарушаване правилата на песенния конкурс и не бе в състояние да представи допустима заместваща песен.[18][19][20][21]
- Босна и Херцеговина – През октомври 2020 г. босненската федерална обществена телевизия BHRT потвърди, че страната няма да се завърне през май 2021 г., позовавайки се на текущи финансови проблеми. За последно Босна и Херцеговина участва на песенния конкурс през 2016 г.[240]
- Люксембург – През юли 2020 г. RTL Télé Lëtzebuerg потвърди, че Люксембург няма да участва в песенния конкурс през май 2021 г., заявявайки, че те нямат „фокус върху развлекателни и музикални предавания“ и че участието в песенния конкурс „би поставило телевизията във финансово напрежение“.[241]
- Мароко – В отговор на слухове, че Европейския съюз за радио и телевизия (ЕСРТ) е водил дискусии с Мароко по отношение на потенциално бъдещо участие в песенния конкурс, говорител на мароканската национална телевизия SNRT, заяви през февруари 2020 г., че евентуалното завръщане на Мароко в песенния конкурс още не е било широко обсъдено.[242] В крайна сметка, Мароко не бе включена в окончателния списък на участващите страни на състезанието през май 2021 г.[11]
- Монако – Монаковската национална телевизия TMC потвърди през септември 2020 г., че няма да участва в състезанието през май 2021 г.[243]
- Словакия – През юли 2020 г. говорител на словашката национална телевизия RTVS заяви, че Словакия е малко вероятно да участва в песенния конкурс.[244] Словашката телевизия RTVS потвърди своето неучастие през август 2020 г.[245]
- Турция – През май 2020 г. говорител на турското външно министерство заяви, че се надява Турция да се завърне в състезанието.[246] Обаче, Турция не бе включена в окончателния списък на участващите държави за състезанието през май 2021 г.[11] Турция за последно участва на песенния конкурс през 2012 г.
- Черна гора – Черногорската национална телевизия RTCG потвърди през октомври 2020 г., че няма да участва в песенния конкурс през май 2021 г.[247] Преди това, Черна гора се оттегли от състезанието в отменения по-късно песенен конкурс през 2020 г. поради поредица от лоши резултати и разходи, свързани с участието.

### Асоциирани членове на ЕСРТ
- Казахстан – През август 2020 г. Европейския съюз за радио и телевизия (ЕСРТ) заяви, че няма намерение да прави покана на Казахстан за участие в състезанието през май 2021 г.[248]

### Нечленуващи в ЕСРТ
- Косово – През август 2020 г. Европейския съюз за радио и телевизия (ЕСРТ) заяви, че няма намерение да прави покана на Косово за участие в състезанието през май 2021 г.[248]
- Лихтенщайн – През юли 2020 г. лихтенщайнската национална телевизия 1 FL TV обяви, че е изключен дебюта на Лихтенщайн в състезанието през май 2021 г. В миналото лихтенщайнската национална телевизия се е опитвала да стане пълноправен член на Европейския съюз за радио и телевизия (ЕСРТ), но е спрял плановете си, когато директорът на канала Петер Кьолбел неочаквано починал. Освен това телевизията ще се нуждае от подкрепата на правителството на Лихтенщайн, за да може да поеме разходите за членство в Европейския съюз за радио и телевизия (ЕСРТ) и заплащане на таксата за участие в песенния конкурс.[249]

## Скандали и инциденти

### Песен на Кипър
След публикуването на песента „El Diablo“ от Елена Цагрину, на 26 февруари 2021 г., църковни организации в Кипър и Гърция призовават песента да бъде премахната от състезанието поради „дяволското послание“ (заглавието на песента е преведено от испански език като „Дяволът“). Полицията разследва обаждания, при които някои жители на страната заплашват да изгорят централата на кипърската национална телевизия CyBC. Телевизионният канал защитава своята позиция и песента не е заменена с друга.

### Песен на Русия
За първи път от много години насам руската телевизия Първи канал решава да проведе национална селекция за избор на представител и песен, като подбира заявки на трима изпълнители. Победата от гласуването на публиката на певицата Манижа предизвика противоречиви реакции сред руските зрители. Потребителите на социалните мрежи обвиняват руската телевизия в несериозна подготовка за състезанието, както и във факта, че в избора са участвали песни, които не съвсем отговарят на формата на състезанието. Също така много потребители са разочаровани, че руската група „Литъл Биг“, фаворитът от миналата година, отказа да участва в състезанието през 2021 г. Самата певица бе подложена на вълна от различни обиди от голяма част от публиката, вариращи от неприязън към нейната песен с феминистко послание и завършваща с негативни коментари на ксенофобски и хомофобски признаци, тъй като Манижа е родом от Таджикистан и открито подкрепя хомосексуалната общност. В глобалната платформа Change.org се появяват петиции с искане Манижа да бъде дисквалифицирана от възможността да представлява Русия на песенния конкурс през май 2021 г.
На 16 март 2021 г. автономната организация с нестопанска цел „Ветеранские вести“ публикува отворено писмо, адресирано до председателя на руския разследващ комитет Александър Бастрикин, с искане за проверка на песента за екстремизъм. По-конкретно в текста на писмото има искане да се спре опитът за дискредитиране на образа на рускиня, който се твърди, че се съдържа в записа на речта на руската представителка на песенния конкурс. На 18 март 2021 г. руският разследващ комитет приема жалбата за разглеждане, но не биват разкрити никакви нарушения.
В нощта на 17 март 2021 г. Манижа публикува пародиен видеоклип в канала си в Ютюб, осмивайки негативни отзиви за нея, по-специално за националността на певицата и възможността за закупуване на руска национална селекция.

### Дисквалификация на Беларус
През януари 2021 г. беларуската фондация за културна солидарност стартира кампания за изключване на беларуската държавна телевизия BTRC от списъка за участие в Евровизия. В социалните мрежи масово се разпространяват публикации с хаштагове #stopBTRC, #stopBT. Лидерът на беларуската опозиция Светлана Тихановска също се включва почти веднага в тази кампания.
На 9 март 2021 г. беларуската държавна телевизия BTRC публикува песента на групата „Галаси ЗМеста“ – „Я научу тебя“ („Аз ще те науча“), избрана да участва в състезанието през май 2021 г. за Беларус. След това в мрежата се появяват голям брой отрицателни отзиви (в официалния канал на Евровизия в Ютюб видеоклипа към песента отбелязва близо 24000 нехаресвания срещу близо 3000 харесвания) и искания за дисквалификация на Беларус от състезанието. Много коментатори решават, че текстът на песента се подиграва с протестите, които се провеждат в страната от август 2020 г., и подкрепят авторитарния режим на беларуския президент Александър Лукашенко.
На същия ден, 9 март 2021 г., стартира онлайн петиция с искане за дисквалификация на Беларус от Евровизия. През първия ден, петицията получава над 1000 подписа.
На 11 март 2021 г. Европейският съюз за радио и телевизия (ЕСРТ) отказва песента „Я научу тебя“ („Аз ще те науча“) да участва в песенния конкурс и премахва видеото към нея от официалния канал на Евровизия в Ютюб, тъй като съдържанието на песента „поставя под въпрос неполитическия характер на състезанието“. Европейският съюз за радио и телевизия (ЕСРТ) иска от беларуската държавна телевизия BTRC да промени текста на песента или да избере нова песен. В случай на отказ, Беларус ще бъде дисквалифицирана от състезанието.
На 26 март 2021 г. става известно, че Европейският съюз за радио и телевизия (ЕСРТ) официално дисквалифицира Беларус от участие в състезанието, тъй като BTRC отново предоставя песен, която нарушава правилата на състезанието.

### Негативно изявление на представителя на Грузия
На 16 март 2021 г. Торнике Кипиани, представител на Грузия, говори за предстоящото състезание по много негативен начин в своя профил във Фейсбук. В своята публикация, той обещава да изнасили майките на всички, които не харесват песента му за състезанието. Няколко часа по-късно, Торнике казва, че все още обича Евровизия и публикацията му е била адресирана до неговите хейтъри.

### Представителят на Северна Македония
След публикуването на видеото към песента „Here I Stand“ на Васил Гарванлиев, зрителите забелязват, че в един от кадрите певецът стои на фона на българското знаме. Ситуацията се влошава от факта, че той има българско гражданство. Много жители на Северна Македония намират този момент за обиден на фона на влошените отношения между двете съседски страни. Македонската аудитория създава петиция за отказ от участие на страната в състезанието през май 2021 г. и събира около 16000 подписа. На 17 март 2021 г. македонската национална телевизия MRT обявява, че скоро ще вземе окончателното си решение относно участието на Северна Македония в тазгодишното издание на песенния конкурс.
На 23 март 2021 г. става известно, че въпреки скандала, Васил Гарванлиев ще представлява страната на състезанието през май 2021 г.

### Клипът на Украйна
Украинската група „Гоу_Ей“ в своето видео на песента показа белоопашат мишелов – граблива птица, включена в Червената книга. Това предизвика възмущение на редица асоциации за защита на животните в Украйна, по-специално на „UAnimals“.

### Украинската репетиция
Преди втората репетиция на Украйна на 12 май 2021 г., вокалистката на групата „Гоу_Ей“ Катерина Павленко съобщава, че се чувства зле. В съответствие с протоколите за здравословни и безопасни условия на състезанието, Павленко трябва да се постави под карантина в хотелската си стая. Останалите членове на групата имат отрицателни тестове и успяват да направят репетицията, като нидерландската певица Еми ван Стийн осигурява вокали вместо Павленко. Павленко прави тест за COVID-19, който впоследствие се оказва отрицателен на следващия ден, което ѝ позволява да се представи отново.
Еми ван Стийн получава положителни реакции за изпълнението си, по-специално за нейното произношение на украински език, и бе поканена да седне заедно с украинската делегация в зелената стая по време на първия полуфинал.

### Отсъствия от тюркоазния килим
Преди събитието „Тюркоазен килим“ двама членове от съответно делегациите на Исландия и Полша са дали положителен тест за COVID-19. В резултат на това тези делегации отсъстват от събитието, след като преминават в самоизолация в съответствие с протоколите за здраве и безопасност на състезанието. Делегациите от Малта и Румъния също отсъстват на събитието с предпазна мярка, тъй като те се намират в същия хотел като полската и исландската делегации.

### Оттегляне на Исландия от пеене на живо
На 19 май 2021 г. член на исландската група „Дади & Гагнамагнид“ е дал положителен тест за COVID-19. В резултат на това, групата решава да се оттегли от предаванията на живо, тъй като всички искат да излязат на сцената заедно. Вместо това ще бъде излъчен запис от репетицията им от 13 май 2021 г. по време на втория полуфинал и финала.

### Дънкан Лорънс и COVID-19
На 20 май 2021 г. Европейският съюз за радио и телевизия (ЕСРТ) потвъждава, че Дънкан Лорънс е дал положителен тест за COVID-19 и по този начин няма да се представя на живо на финала. Той трябваше да изпълни новата си песен „Stars“ и печелившата си песен „Arcade“ като интервален акт и да представи точките от името на нидерландското жури, роля която ще бъде изпълнена от Роми Монтейро. Вместо това по време на финала ще бъдат излъчени предварително записани кадри на неговите изпълнения като интервален акт.

### Счупване на камера преди изпълнението на Ирландия
По време на настройката за изпълнението на Ирландия в първия полуфинал, една камера се чупи, което предизвика продължително забавяне след показването на визитната картичка. Водещата Шантал Янзен бе принудена да импровизира в зелената стая по време на предаването на живо, за да запълни времето.

### Жалба от делегацията на Сан Марино
По време на изпълнението на Сан Марино на финала за журитата, въртящата се платформа не функционира, тъй като не спира, когато трябва, представлявайки заплаха за танцьорите и Сенхит, тъй като те би могли да бъдат ударени и влачени от платформата. По-късно делегацията от Сан Марино подава жалба, твърдейки, че всички снимки на камерата са изкривени. След това делегацията предлага на Сенхит и Фло Райда да се оттеглят от събитието, но в крайна сметка решават да останат. Изпълнителният директор на състезанието Мартин Остердал се извинява на делегацията и потвърждава, че те ще бъдат защитени в най-висока степен. По време на финала, не възникнат никакви проблеми с изпълнението.

### Падане на микрофон
На половината от изпълнението си на финала Наталия Гордиенко от Молдова случайно изпусква микрофона си. Един от танцьорите ѝ веднага ѝ помогва да го вдигне, което ѝ позволява да продължи с остакъка от своето изпълнение.

### Нидерландски проблеми с гласуването на зрителите
Европейският съюз за радио и телевизия (ЕСРТ) потвърждава на 24 май 2021 г., че е имало проблеми с нидерландското зрителско гласуване на финала. Много хора в социалните мрежи се оплакват, че гласовете им не са отчетени и са получили текстовете си за потвърждение само часове след шоуто. По-късно Европейският съюз за радио и телевизия (ЕСРТ) потвърждава пред NOS, че тези гласове не са преброени поради проблем с нидерландския доставчик на телефонна мрежа, като в същото време уточнява, че нямат правомощия по въпроса. Нидерландският зрителски вот обаче остава валиден.